# Pere Ferris
Pere Ferris Cocentaina, 14 d'abril de 1415 - Roma, 25 de setembre de 1478) va ser un cardenal valencià. Ferris és un fill il·legítim i és parent del papa Pau II.

## Biografia
Ferris estudia a la universitat de Bolonya. A Roma, entra al servei del cardenal Guillaume-Hug d'Estaing, bisbe de Metz, com magister domus i auditor suus, i del cardenal Pietro Barbo, el futur papa Pau II. És canonge a Mallorca, auditor al Tribunal de la Rota Romana, referendari apostòlic i comissari apostòlic a Lieja. L'any 1462 Ferris és nomenat legat apostòlic a Alemanya.
L'any 1464 Ferris és nomenat bisbe de Tarassona. Ferris ret molts serveis als papes i és anomenat el dextera Pontificum, la mà dreta del pontífex.
És nomenat cardenal in pectore pel papa Pau II al consistori secret del 21 de novembre de 1468 però la seva creació no és publicada. És fet cardenal pel papa Sixt IV en el Consistori papal de 15 de desembre de 1476. El cardenal Ferris és agent del rei d'Aragó a Roma entre 1474 i 1479. Funciona com Camarlenc del Col·legi Cardenalici durant l'absència del titular a causa de la pesta. L'any 1478 és nomenat abat comendatari de l'abadia de San Juan de Corias a la diòcesi d'Oviedo, i de Santa Maria de Verola, a la diòcesi de Tarassona. Tenia una gran biblioteca i estava molt interessat per les lletres i la història.